# Nové Sedlo nad Bílinou
Nové Sedlo nad Bílinou (německy Neudorf a. d. Biela) je zcela zaniklá vesnice v okrese Chomutov. Stála v nadmořské výšce 257 metrů asi čtyři kilometry východně od Jirkova. Zanikla v roce 1975 v důsledku těžby hnědého uhlí v lomu Jan Šverma.

## Název
Název vesnice je odvozen ze staroslověnského slova selo, které znamenalo dvorec, bydliště nebo role. V historických pramenech se jméno vesnice vyskytuje ve tvarech: decan. Belyn.: Nova villa (1352), de Noweho Sedla (1392), Nuwindorff (1402), in Noua sella (1407), in Nowa sella (1410), na Nowem sedle (1428), v Novém sedle (1491), na Nowem Sedle (1577), Nowe Sedlo (1608), Neudorf a Neundorf (1787) a Novosedly a Neundorf (1854).

## Historie
První písemná zmínka o Novém Sedle pochází z roku 1352, kdy bylo jednou z farních vsí bílinského děkanství. V roce 1372 vesnice patřila Otovi z Bergova, o dva roky později byl majitelem jakýsi Henslin a roku 1377 bratři Jan a Jindřich Gablencové, kteří měli patronátní právo ke zdejšímu kostelu svatého Petra a Pavla. Z roku 1392 pochází první zmínka o zdejší tvrzi, na které v období 1392–1421 sídlil Bavor z Měrunic, z počátku se svým bratrem Martinem.
Starší část vsi stála na severním břehu Bíliny. Dominantní polohu na říční terase zaujímal kostel svatého Petra a Pavla a pravděpodobně západně od něj mohlo stát nejstarší panské sídlo. Pozdější tvrze stávaly mezi kostelem a řekou. Tvrziště nejstaršího z nich, zaniklého v patnáctém století, bývalo na břehu mírného oblouku Bíliny. Severně od něj se nacházel poplužní dvůr, v němž postupně vznikly pozdně gotická a mladší renesanční tvrz ze druhé poloviny šestnáctého století. Mladší část vsi s ulicovou návsí pochází nejspíše z doby transformace staršího sídliště během druhé poloviny třináctého nebo v průběhu čtrnáctého století.
Od roku 1419 ve vsi žil také Jan Makovec, považovaný Augustem Sedláčkem za Bavorova syna. Roku 1444 od něj Nové Sedlo s dvorem a trojím poplužím koupil jako manství mosteckého hradu Jan Hora z Ocelovic, jehož potomkům statek patřil až do roku 1603 a kteří jej rozšířili o Kyjice a Újezd. Podle Rudolfa Anděla však Jan Makovec Nové Sedlo prodal roku 1444 Jindřichovi z Krásného Dvora a teprve po jeho smrti jej roku 1452 získal Václav Hora z Ocelovic. Za Václava Hory z Ocelovic byl krátce před rokem 1577 postaven nový hospodářský dům s renesanční věžovou budovou.
Roku 1603 statek koupil Bohuslav z Michalovic, který dosáhl jeho propuštění z manství a věnoval jej své manželce Voršile Benigně z Vrtby. Přesto jim byl zkonfiskován za Bohuslavovu účast na stavovském povstání v letech 1618–1620. Vesnice na začátku třicetileté války zřejmě velmi utrpěla, protože podle popisu z podzimu roku 1621 byl celý statek zpustošený vojáky, tvrz neobyvatelná a pole neobdělaná. Přesto Nové Sedlo v roce 1622 koupil Vilém Popel z Lobkovic. Lobkovicům potom vesnice patřila až do zrušení poddanství a zdejší velkostatek vlastnili až do roku 1945.
Po třicetileté válce v Novém Sedle podle berní ruly z roku 1654 žilo šest sedláků a 25 chalupníků. Sedláci měli 21 potahů, šestnáct krav, jedenáct jalovic, 93 ovcí, sedmnáct prasat a pět koz. Jeden z nich provozoval mlýn se dvěma koly a jiný měl krčmu. Chalupníci měli celkem dvanáct potahů, osmnáct krav, dvacet jalovic, patnáct prasat a jedenáct koz. Stál zde vrchnostenský pivovar, ve kterém se vařilo deset čtyřvěderních sudů piva.
Při požáru fary v roce 1644 shořely historické listiny. Okolo roku 1670 nechal Oldřich Popel z Lobkovic u staré tvrze postavit zámek pro úředníky panství, ale Lobkovicové sídlili na Jezeří. Někdy v období 1840–1841 zámek i se dvorem vyhořel a jako náhradu nechal Ferdinand Lobkovic postavit novou novobarokní budovu.
Ve druhé polovině osmnáctého století se u vesnice vytěžilo několik set centýřů kamence. V polovině devatenáctého století zde vznikl také lobkovický hnědouhelný důl Ferdinand. Se čtyřmi horníky překonal jako jediný v okolí hospodářskou krizi a uzavřen byl až v osmdesátých letech devatenáctého století. Kromě dolů ve vsi fungoval pivovar zmodernizovaný v letech 1894–1896, lihopalna, mlékárna z let 1893–1894 a v letech 1879–1900 také cihelna. Důležitou složkou hospodářství i nadále zůstávalo zemědělství. Pěstovaly se různé druhy obilnin, kukuřice, brambory, vikev a jetel. Na konci devatenáctého století zde provozovalo živnost 29 řemeslníků, čtyři mlynáři a dva obchodníci.
V první polovině devatenáctého století se vesnice potýkala se znečištěnou vodou. Zejména v suchých letech museli vesničané používat vodu z Bíliny, ale ta způsobovala častá onemocnění. V roce 1806 vesničané umírali na skvrnitý tyfus a v letech 1836 a 1866 na choleru. Situaci vyřešilo až postavení vodovodu z vodní nádrže Jezeří, která zásobovala vesnický vodojem. Pestrý byl společenský život. Od roku 1882 ve vsi působil Spolek dobrovolných hasičů a po roce 1918 český hasičský sbor, odbočka spolků Volná myšlenka československá, Národní jednota severočeská, Sdružení českých horníků a pět tělocvičných jednot a spolků.
Během druhé světové války byla na lobkovický velkostatek uvalena německá správa a ve dnech 20. října a 16. prosince 1944 na vesnici při bombardování dopadly bomby, které poškodily dva domy. V samotném závěru války skupina Čechů obsadila obecní úřad, odzbrojila vojáky a vytvořila revoluční národní výbor. Rudá armáda do vesnice přijela 8. května 1945 odpoledne.
Od září roku 1945 probíhalo vysídlení Němců. Velkostatku se ujal Max Lobkowicz, ale v roce 1948 byla jeho půda rozdělena mezi traktorovou stanici a zemědělce ze vsi a okolí. Na zámku sídlila v letech 1949–1960 správa jednotného zemědělského družstva a po něm pobočka chomutovského státního statku. Ve druhé polovině dvacátého století se k Novému Sedlu začala přibližovat povrchová těžba hnědého uhlí v Lomu Jan Šverma. Vesnice se proto v šedesátých letech začala vylidňovat a v roce 1970 v ní žilo jen 72 lidí. Úředně byla zrušena 25. července 1972 (nebo 1975).

## Přírodní poměry
Nové Sedlo stávalo v katastrálním území Nové Sedlo nad Bílinou s rozlohou 4,43 km², asi čtyři kilometry východně od Jirkova v nadmořské výšce okolo 257 metrů. Oblast je součástí Mostecké pánve, konkrétně jejího okrsku Jirkovská pánev, tvořeného miocenními jezerními jíly a písky mosteckého souvrství se slojemi hnědého uhlí. Povrch byl v okolí vesnice zcela změněn povrchovou těžbou uhlí a výstavbou Ervěnického koridoru. Vesnicí protékala řeka Bílina, která je u severní hranice svedena do potrubí.
V rámci Quittovy klasifikace podnebí katastrální území leží v teplé oblasti T2, pro kterou jsou typické průměrné teploty −2 až −3 °C v lednu a 18–19 °C v červenci. Roční úhrn srážek dosahuje 550–700 milimetrů, počet letních dnů je 50–60, počet mrazových dnů se pohybuje mezi 100–110 a sněhová pokrývka zde leží průměrně 40–50 dnů v roce.

## Obyvatelstvo
Při sčítání lidu v roce 1921 zde žilo 1 400 obyvatel (z toho 706 mužů), z nichž bylo 437 Čechoslováků, 951 Němců a dvanáct cizinců. Kromě třinácti evangelíků a 269 lidí bez vyznání byli římskými katolíky. Podle sčítání lidu z roku 1930 měla vesnice 1 674 obyvatel: 507 Čechoslováků, 1 154 Němců a třináct cizinců. S výjimkou 29 evangelíků, osmi příslušníků církve československé a 545 lidí bez vyznání se hlásili k římskokatolické církvi.
|           | 1869 | 1880 | 1890 | 1900  | 1910  | 1921  | 1930  | 1950  | 1961  | 1970 |
| --------- | ---- | ---- | ---- | ----- | ----- | ----- | ----- | ----- | ----- | ---- |
| Obyvatelé | 490  | 506  | 675  | 1 004 | 1 367 | 1 400 | 1 674 | 1 130 | 1 003 | 72   |
| Domy      | 84   | 85   | 93   | 111   | 134   | 141   | 201   | 214   | 197   | 18   |

## Obecní správa
Po zrušení patrimoniální správy se Nové Sedlo roku 1850 stalo obcí v okrese Chomutov, kterou zůstalo až do svého zániku v roce 1972. Její katastrální území poté byl připojeno k Vrskmani.

## Školství
Jednotřídní škola byla v Novém Sedle od roku 1760 a navštěvovaly ji také děti z Kyjic, Vrskmaně a Pohlod. V roce 1873 byla rozšířena na dvojtřídní a o dvacet let později na trojtřídní školu. Jednotřídní českou školu obec otevřela až v roce 1920. Po roce 1945 pokračovala jako pětitřídní a žáci po páté třídě dojížděli do Ervěnic a později do Jirkova. V roce 1964 měla škola dvě třídy.

## Pamětihodnosti
Nejvýznamnější stavbou ve vesnici býval barokně upravený kostel svatého Petra a Pavla s románským půlkruhovým ústupkovým portálem. Edikulová kaple Panny Marie Klatovské z roku 1713 byla přesunuta z Nového Sedla do Března k jižní zdi kostela svatého Petra a Pavla. Poblíž kostela stál pískovcový barokní mariánský sloup z roku 1709 se sochou Immaculaty a reliéfem svatého Marka na soklu. K drobným památkám patřila také barokní socha svatého Jana Nepomuckého ze druhé poloviny osmnáctého století a železný kříž na kamenném soklu s bočními volutami, nápisem a letopočtem 1723. Smírčí kříž byl přesunut do Údlic ke kostelu Povýšení svatého Kříže. Sloup se sochou Immaculaty a socha svatého Jana Nepomuckého byly odvezeny do Liberce.